# 道格·普尔曼
道格·普尔曼（英語：Doug Pulman，1946年1月1日—2011年12月7日），新西兰男子赛艇运动员。他曾代表新西兰参加1962年大英帝国和英联邦运动会赛艇比赛，获得男子四人单桨有舵手金牌。